# Platte River
Platte-floden er en omtrent 499 kilometer lang flod i det vestlige USA. Det er en sideflod til Missouri-floden, som igen er en sideflod til Mississippi.
Platte-floden er et omfattende flodsystemer i Missouri, og dræner en stor del af stepperne i Nebraska og de østlige Rocky Mountains i Colorado og Wyoming.
Floden spillede en hovedrolle i udvidelsen af USA imod vest, da den fungerede som søvej for blandt andet The Oregon Trail og The Mormon Trail. I 1900-tallet blev floden også kendt blandt franske pelsjægere, der udforskede den og kaldte den Nebraska River.
Floden har sit udspring i Rocky Mountains i Colorado og munder ud i Missouri-floden.